# Fält (fysik)
Inom vektoranalys och fysik är ett fält en funktion av tid och rum vars värdemängd kan vara skalär (skalärfält) eller vektoriell (vektorfält). Det är ett av de mest grundläggande begreppen inom den teoretiska fysiken, där fält används för att beskriva fysikaliska storheter som temperatur och elektromagnetism i den klassiska fysiken och partiklar och krafter inom kvantfysiken.
Temperaturen i ett rum är ett exempel på ett skalärt fält. När spisen är på kan det vara mycket varmare nära den än vid fönstret. Vinden en blåsig höstdag kan exemplifiera ett vektorfält. Det blåser olika hårt och i olika riktningar på olika ställen, och det ändras dessutom med tiden. Om man följer höstlövens rörelser ser man det tydligt.

## Historia
Under influens av Galilei och Newton tolkades kroppars rörelse som ett resultat av att krafter påverkade kropparna. Dessa krafter kunde vara till exempel gravitationskrafter. Dessa nya idéer skall ses i kontrast till den då accepterade bilden av rörelse som Aristoteles formulerat. Newtons arbete formaliserade hur dessa krafter påverkade materia och tillhandahöll matematiska metoder för att beskriva dessa krafter. Ett klassiskt exempel på Newtons formalism är Newtons gravitationslag och Newtons andra lag:
{\displaystyle F_{grav}=G{Mm \over r^{2}}}
{\displaystyle F=ma}
Newtons lagar säger att mellan två kroppar med massorna {\displaystyle M} och {\displaystyle m} finns en kraft {\displaystyle F_{grav}} och att en kraft ger upphov till en acceleration. Om man tänker sig en kropp som befinner sig i ett i övrigt materietomt rum, måste denna följaktligen påverka rummet. För om man placerar en annan kropp i rummet kommer denna att känna av en kraft som beror på den första kroppen. Likaså kommer den ursprungliga kroppen att känna av den nya kroppen (enligt Newtonsk mekanik sker denna kraftförmedling omedelbart). Det är då naturligt att förmoda att en kropp förmedlar en egenskap till rummet som resulterar i att andra kroppar förnimmer en kraft. Denna egenskap kallar vi ett fält. 
Ett fält är således en varierande storhet i rummet som ger upphov till en kraft. Enligt Newtons gravitationslag kan vi förstå att gravitiationsfältet är starkt nära en kropp, men ju längre bort vi kommer från kroppen desto svagare blir fältet. Enligt våra erfarenheter och experiment är gravitationens påverkan alltid attraherande. Detta betyder att gravitationsfältet skapar en attraherande     kraft: två eller flera kroppar dras närmare varandra. För två punktmassor pekar kraften således alltid mot respektive massas centrum (eller punkten i detta fall). För kroppar med utbredning uppstår situationer där olika delar av kroppen påverkas av olika stark gravitationskraft och, i vissa fall, till och med åt olika håll (detta benämns tidvattenseffekten).
Andra kraftlagar ger också upphov till fält, till exempel Coulombs lag för elektriska krafter mellan två punktladdningar:
{\displaystyle F_{coulomb}=k{q_{1}q_{2} \over r^{2}}}
Fältet som Coulombs kraftlag ger upphov till har en riktning som beror på tecknet på laddningarna. Elektrisk laddning kan vara negativ eller positiv. Lika laddningar repellerar varandra och olika laddningar attraherar varandra. I detta fall måste sålunda fältet ha ytterligare information, nämligen vilken riktning kraften på en testladdning får beroende på vilket tecken testladdningen har.
Fält kan således vara skalära, vektoriella eller av högre ordning. Skalära fält har endast en storlek, ett hypotetiskt exempel skulle vara storleken på den gravitationella kraften som en testmassa med massa 1 har i olika punkter i rummet. Ett vektorfält berättar också om vilken riktning kraften har i olika punkter av rummet.
Fysiken har sedan Maxwell lade fram sina fältekvationer för elektromagnetism strävat efter en formulering av olika teorier i form av fältbegreppet. Med hjälp av fältbegreppet kan växelverkan beskrivas lokalt.